# Козацька сільська рада (Бобровицький район)
Коза́цька сільська́ ра́да — адміністративно-територіальна одиниця та орган місцевого самоврядування в Бобровицькому районі Чернігівської області. Адміністративний центр — село Козацьке.

## Загальні відомості
- Населення ради: 992 особи (станом на 2001 рік)

## Населені пункти
Сільській раді були підпорядковані населені пункти:
- с. Козацьке (877 осіб)
- с. Миколаїв (115 осіб)

## Склад ради
Рада складалася з 12 депутатів та голови.
- Голова ради: Ягола Володимир Іванович
- Секретар ради: Горда Валентина Миколаївна

### Керівний склад попередніх скликань
| Прізвище, ім'я, по батькові | Основні відомості                                                                       | Дата обрання | Дата звільнення |
| --------------------------- | --------------------------------------------------------------------------------------- | ------------ | --------------- |
| Ягола Володимир Іванович    | Сільський голова, 1965 року народження, освіта середня спеціальна, член Народної партії | 26.03.2006   | 31.10.2010      |
| Ягола Володимир Іванович    | Сільський голова, 1965 року народження, освіта середня спеціальна, член Партії регіонів | 31.10.2010   |                 |

Примітка: таблиця складена за даними сайту Верховної Ради України

### Депутати
За результатами місцевих виборів 2010 року депутатами ради стали:

#### За суб'єктами висування
| Суб'єкт висування            | Кількість обраних депутатів | %    |
| ---------------------------- | --------------------------- | ---- |
| Партія регіонів              | 5                           | 41,7 |
| Народна партія               | 3                           | 25   |
| Комуністична партія України  | 2                           | 16,7 |
| Соціалістична партія України | 2                           | 16,7 |

#### За округами
| № округу                     | Прізвище, ім'я, по батькові    | Дата визнання обраним | Освіта  | Партійна приналежність | Відомості про обраного депутата                      |
| ---------------------------- | ------------------------------ | --------------------- | ------- | ---------------------- | ---------------------------------------------------- |
| Комуністична партія України  |                                |                       |         |                        |                                                      |
| 5                            | Юрченко Алла Михайлівна        | 04.11.2010            | середня | позапартійна           | Новобиківська компанія «РАЙЗ», бухгалтер             |
| 10                           | Харсіка Людмила Анатоліївна    | 04.11.2010            | середня | позапартійна           | Козацький навчально-виховний комплекс, вчитель       |
| Народна Партія               |                                |                       |         |                        |                                                      |
| 3                            | Бурзак Антоніна Михайлівна     | 04.11.2010            | середня | позапартійна           | будинок фольклору с. Козацьке, художній керівник     |
| 11                           | Сердюк Тетяна Михайлівна       | 04.11.2010            | середня | позапартійна           | Козацький територіальний центр, соціальний працівник |
| 12                           | Васюк Вікторія Миколаївна      | 04.11.2010            | середня | позапартійна           | фельдшерсько-акушерський пункт с. Козацьке, акушер   |
| Партія регіонів              |                                |                       |         |                        |                                                      |
| 1                            | Горда Валентина Миколаївна     | 04.11.2010            | середня | позапартійна           | Козацька сільська рада, секретар                     |
| 2                            | Дараган Лідія Андріївна        | 04.11.2010            | середня | позапартійна           | Козацький навчально-виховний комплекс, бухгалтер     |
| 4                            | Салдецька Тетяна Вікторівна    | 04.11.2010            | середня | позапартійна           | ТОВ «Козацьке», бухгалтер                            |
| 6                            | Дараган Станіслав Анатолійович | 04.11.2010            | середня | позапартійний          | Бобровицьке управління газового господарства, слюсар |
| 8                            | Фенюк Микола Миколайович       | 04.11.2010            | вища    | позапартійний          | фермерське господарство «Вікторія», головний агроном |
| Соціалістична партія України |                                |                       |         |                        |                                                      |
| 7                            | Лях Наталія Миколаївна         | 04.11.2010            | середня | позапартійна           | приватний підприємець                                |
| 9                            | Сорока Тетяна Іванівна         | 04.11.2010            | середня | позапартійна           | тимчасово не працює                                  |